# Мауран
Клодін Люйпертс, знаніша як Мауран (вимовляється: [moʁan]; (12 листопада 1960 , Іксель  — 7 травня 2018 , Схарбек ) — франкомовна бельгійська співачка та акторка.
Стала відомою в 1980-х роках після зіграної ролі Марі-Жанни у другій версії рок-опери Старманія, її найвідомішими назвами є «Toutes les mamas», «Sur un prélude de Bach» і «Tu es mon autre» (в дуеті з Ларою Фабіан). Її регулярно називали «золотим голосом франкомовної пісні» або «оксамитовим голосом».

## Життєпис

### 1960—1976: Дитинство та навчання музиці
Клодін Люйпертс народилася 12 листопада 1960 року в Ікселі поблизу Брюсселя в родині Гі-Філіпа Люйпертса, композитора та директора Музичної академії у Верв'є, та Жанні Патюро, викладачки на фортепіано. У дитинстві деякий час навчалася грі на скрипці, але її відлякували всі форми навчання, і Клодін почала самостійно вчитися співати та грати на фортепіано, перш ніж віддати перевагу гітарі.
У 1976 році вона посіла друге місце в конкурсі Visa на шоу, а наступного року взяла участь у Lundis d'Hortense, для чого взяла сценічний псевдонім «Клоді Клод».

### 1979—1988: Beginnings,DanserтаStarmania
У 1979 році Моран взяла участь у шоу Брель з Філіпом Лафонтеном, де її побачив французький автор пісень П'єр Бару. Засновник лейблу Saravah, він продюсував її перші сингли, які виходили з 1980 року під псевдонімом «Claude Maurane». Останнє є відсиланням до режисера Френсіса Морана, який працював над мюзиклом Старманія. Однак воно пишеться дещо по-іншому, щоб уникнути плутанини з коміксами <i id="mwPA">Боба Моран</i>, хоча іноді її називають однаково.
Перші сингли — «J'me roule en boule» (1980), «Fais soleil» (1982), «T'as pas la pêche» (1984), «Moi l'argent, toi jeune» (1985) — дозволили молодій співачці досягти особливого успіху. Пізніше вона отримала низку невеликих контрактів, співаючи на вулиці чи в кафе та виступаючи бек-вокалісткою, зокрема у Віктора Лазло, Жо Лемера або Філіпа Лафонтена.
Кар'єра Клодін по-справжньому пішла вгору лише в 1983 році, коли вона вперше виступила на Sentier des Halles у Парижі. Успіх шоу дозволив записати свій перший альбом Danser, спродюсований Saravah, Éditions 23 та Franc'Amour, який вийшов у 1986 році
У 1988 році Мішель Берже запропонував їй роль Марі-Жанни, яку з 1978 року грала Фаб'єн Тібо. Клодін Люйпертс співала у другій версії рок-опери Старманія, під час піврічних гастролей з Рено Гантсоном, Сабріною Лорі, Вентою, Мартін Сент-Клер, Пітером Лорном і братами Норманом та Річардом Гроулксами. Виконання цієї ролі одночасно з її кар'єрою співачки виявилося для неї важким випробуванням, що призвело до того, що Клодін раптово припинила виступи в рок-опері. До кінця туру її замінила Реджан Перрі.

### 1989—1994: концертиMaurane,Ami ou ennemiта Olympia
Її другий альбом Maurane вийшов у 1989 році на Polydor і виявився успішним. Було продавно 150 000 копій. В альбомі однією з найпопулярніших пісень сталаː «Toutes les mamas». Завдяки популярності Клодін Люйпертс виступила в Олімпії, а потім у міжнародному турі, який завершився в Японії. У липні 1989 року Моран була нагороджена жіночою «Жіночою октавою» від Міжнародного радіо Франції та нагородою Festival d'été de Québec.
У 1991 році вийшов альбом Ami ou ennemi, який продовжив попередній успіх і дуже добре продавався з часом — було продано майже 450 000 примірників — завдяки таким пісрям, як «Ça casse», «Du mal», «Mentir» і особливо «Sur un prélude de Bach» Жана-Клода Ванньє, який мав суттєвий вплив на її кар'єру. Альбом також містить пісню про її зв'язок із персонажем, якого вона зіграла в мюзиклі Старманія: «Qui es-tu Marie-Jeanne?»
Мауран вдруге виступила на сцені «Олімпії» в травні 1992 року, потім здійснила тур по Європі восени 1992 року та в березні-квітні 1993 року. Вона також виступала на кількох фестивалях, таких як Printemps de Bourges у квітні та Francofolies у липні 1993 року. Після цієї серії концертів у квітні 1994 року вийшов концертний альбом під назвою «Une fille très scène», записаний в «Олімпії» в серпні 1993 року.
У 1994 році Мауран здобула нагороду «Франкомовний виконавець року» на <i id="mwcw">Victoires de la musique</i>, обійшовши Селін Діон та Стефана Ейгера. Раніше вона була номінована на премію «Жінка-артистка року» на Victoires 1992 року, але поступилася Джейн Біркін .

### 1995—1998:Différente,L'un pour l'autreта благодійність
У листопаді 1995 року Мауран випустила Différente, свій четвертий студійний альбом, з Філіпом Лафонтеном і Жаном-Клодом Ванньє, як і раніше. Після цього релізу відбувся концертний тур, завдяки співпраці з піаністом Арнольдом Массартом та Guildhall String Ensemble.
Колеги-митці регулярно запрошували співачку до участі у благодійності, а з 1993 року вона брала участь у боротьбі зі СНІДом разом із Френсісом Кабрелем, Мішелем Йонашем, Кетрін Лара, Максимом Ле Форестьє та Аленом Сушоном. Група артистів дала концерт в Олімпії, щоб зібрати кошти для асоціації Sol En Si («Solidarité Enfants Sida»), випустивши потім концертний альбом. Через чотири роки до них приєднався Зазі. Згодом поява різноманітних концертних та студійних альбомів стане регулярною і група збільшиться. У період з 1996 по 2013 роки Мауран 14 разів брала участь у концертах Enfoirés, підтримуючи Restos du cœur, перш ніж залишити трупу в 2015 році через відсутність мотивації.
У 1998 році вона випустила L'un pour l'autre, компіляцію «найкращих пісень», що включає п'ять нових треків, назва пісні яких принесла їй і автору пісень Пітеру Лорну «Оскар de la chanson française» 1998 року.

### 2000—2008:Toi du monde,Quand l'humain danseтаSi aujourd'hui
На початку XXI століття Мауран почала писати новий альбом. Їй вдалося сформувати надійну команду в складі Томаса Ґубіча, Жана Діндіно та Ніколя Репака. Співпраця та творчість допомогли їй пережити смерть батька в 1999 році та підтримають її під час створення Toi du monde, її п'ятого альбому, що вийшов в серпні 2000 року. Цей реліз під впливом світової музики вийшов дещо не таким, ніж зазвичай.
У 2003 році вийшов альбом Quand l'humain danse, дуже особистий альбом за участю авторів пісень Жана-Жака Голдмана, Даніеля Лавуа, Луїзи Форестьє, Гілдаса Арзель і Жана-Клода Ванньє, а також дуети з Марком Лавуаном («Un pays mais» "), Ларою Фабіан («Mais la vie») та Веронік Сансон («Petites minutes cannibales»), усі написані Пітером Лорном. 2004 року з піснями з нового концертного альбому виступила у L'heureux tour.
У січні 2007 року Мауран випустила альбом Si aujourd'hui, який не мав такого успіху, як її попередні роботи. У червні того ж року була опублікована її автобіографія під назвою «La Vie en Rouge», написана у співавторстві з журналістом Тьєррі Колжоном.

### 2009—2014:Nougaro ou l'espérance en l'homme,Fais-moi une fleurтаOuvre
У січні 2008 року Мауран записала «The Baltimore Project» з Жаком Хігеліном, Ріке та гуртом Sweet Air на підтримку заручників в усьому світі, включаючи колумбійської активістки Інґрід Бетанкур . У вересні 2009 року, як данину пам'яті своєму другові Клоду Нугаро, якому мало б виповнитися 80 років, співачка випустила кавер-альбом під назвою Nougaro ou l'espérance en l'homme . У той момент, коли виходив триб'ют Nougaro, вона провела шість днів із Гілом Голдштейном та Джеєм Ньюлендом у Нью-Йорку, щоб записати свою платівку Fais-moi une fleur під впливом джазу, що вийшла у вересні 2011 року
З листопада 2012 по лютий 2013 року, а потім з жовтня 2013 по лютий 2014 року вона була членом журі французького телешоу талантів Nouvelle Star на D8 разом з Андре Манукяном, Сінклером та Олів'є Басом.
У вересні 2014 року вийшла пісня «Trop Forte», написана П'єром-Івом Лебером і Дараном про психічні труднощі внаслідок надмірної ваги, тему, яку Моран ніколи не наважувався торкнутися до того часу. Це був перший сингл з її альбому Ouvre, що вийшов в листопаді 2014 року. Серія інших особистих тем також була порушена в альбомі, наприклад, відкритий лист для її доньки на тему «Je voudrais tout te dire».

### 2016—2018: Пізніше життя та смерть,Brel
У 2016 році Мауран страждала від проблем зі здоров'ям і була змушена перенести операцію з приводу набряку голосових зв'язок, що змусило її скасувати концерти аж до 2018 року.
У березні 2018 року співачка оголосила у відео, записаному в офісі її лейблу Polydor і опублікованому в соціальних мережах, що її наступним альбомом стане триб'ют Жака Бреля, пояснивши, що вона «мріяла про це і 15 років, і 20 років». 3 травня 2018 року вона виконала кавер на пісню Бреля «La chanson des vieux amants» на фестивалі Inc'Rock у дуеті з Тайфом Барроу . Цей перформанс було повторено 6 травня 2018 року під час Фестивалю Ірису разом із близько двадцятьма артистами, усі вони прославляли Жака Бреля. Менш ніж через 24 години після її останньої публічної появи, Мауран знайшли мертвою в Схарбеку.
7 травня 2018 року Мауран знайшли мертвою біля ванни в її будинку в Схарбеку в районі Брюсселя в Бельгії. Наступного дня магістрат прокуратури Брюсселя підтвердив відкриття судового розслідування, хоча смерть співачки не розглядалася як кримінальна. Через місяць, 15 червня 2018 року, прокуратура закрила справу за відсутністю доказів злочину, заявивши, що смерть співачки була випадковою і заявивши, що «більше коментарів або подробиць повідомлятися не буде». 15 липня донька Морани коротко пояснила Le Parisien, що її мати неоковирно впала.
Похорони співачки відбулися 17 травня 2018 року в церкві Notre-Dame-des-Grâces у Волюве-Сен-П'єрі, муніципалітеті в Брюссельському регіоні, після чого її поховали на кладовищі Одергем, в іншому муніципалітеті столичного регіону Бельгії, де Мауран проживала в дитинстві. Сотні людей прийшли віддати шану, а також багато артистів, які приїхали з Франції як Мюріель Робін, Лара Фабіан, Максим Ле Форестьє, Зазі, Паскаль Обіспо, Мішель Фуген, Френсіс Кабрель і Філіп Кетрін .
12 жовтня 2018 року вийшов її альбом «Brel», посмертно написаний донькою Моран та її піаністом Філіпом Декоком.. Альбом отримав золотий сертифікат у Бельгії.

## Музичний стиль
Протягом усієї своєї кар'єри Мауран виконувала дуети з різними виконавцями Кетрін Ларою («La Langue des Anges» у 1991 році), Мішелем Фугеном (три дуети вживу на виставці Francofolies de La Rochelle 1996), Едді Мітчеллом, який написав «C'est magique» у 1998 році та Ларою Фабіан («Tu es mon autre» у 2001 році). Співачка також випустила два альбоми в тріо зі Стівом Губеном таЧарльзом Лусом під назвою HLM (Houben, Loos, Maurane) у 1986 і 2005 роках

## Особисте життя
29 грудня 1993 року Мауран і співак Пабло Віллафранка, за якого вона вийшла заміж у червні 1992 року, стали батьками доньки Лу. Попри їхню розлуку, Віллафранка все ще співав як бек-вокаліст у своєму альбомі Différente 1995 року. Він також знявся в кліпі на пісню «Sur un prélude de Bach» і взяв участь у телевізійному промо пісні «Désillusionniste».

## Нагороди та відзнаки

### Нагороди
- 1983 рік: Нагорода за найкращу пісню на Festival de Spa за «Petite chanson sans problème»[5];
- 1986 рік: премія Rapsat-Lelièvre[38];
- 1989 рік: нагорода RFi Octave[6];
- 1989 рік: Нагорода Festival d'été de Québec[6];
- 1994 рік : Victoire de la musique, номінація «Франкомовний артист року»[14];
- 1998 рік : Oscar de la chanson française (з Пітером Лорном, автором пісень) за «L'un pour l'autre» [6].

### Відзнаки
- 2001: Кавалер ордена Мистецтв та літератури (Франція)[39]
- 2003: Кавалер Ордена Корони (Бельгія)[40]
- 2011: Кавалер ордена Мистецтв та літератури (Франція)[41]

### Вшанування
- У 1987 році бельгійський поет Філіп Новачик вшанував Моране у своєму вірші Signe particulier: chanteuse jazzy, опублікований у його збірці À bout portant .
- На момент смерті Морани муніципальний коледж Схарбека вирішив перейменувати площу на вулиці Жака Рейе на «Площу Морани». Раніше вона жила на вулиці Жака Рейе, 32 у муніципалітеті Брюсселя.[42]
- Її також віддали данину поваги на шоу Enfoirés у 2019 році.[43]

## Дискографія

### Альбоми
- 1986 рік : Danser — HLM
- 1988 рік : Старманія (Роль де Марі-Жанна)
- 1989 рік : Maurane (продано 100 000 копій — золотий диск у Франції)
- 1991 рік : Ami ou ennemi (продано 300 000 копій — платиновий диск у Франції)
- 1994 рік : Une fille très scenène
- 1996 рік : Différente — Les années Saravah (продано 100 000 копій — Золотий диск у Франції)
- 1998 рік : L'un pour l'autre (продано 300 000 копій — платиновий диск у Франції)
- 1999 рік: Колекція головної серії — Maurane à l'Olympia
- 2000 рік : Toi du monde (продано 50 000 копій)
- 2003 рік : Quand l'humain danse (продано 200 000 копій — золотий диск у Бельгії та подвійний золотий диск у Франції))
- 2005 рік : Un ange passe (у складі тріо HLM)
- 2007 рік : Si aujourd'hui (продано 100 000 копій — платиновий диск у Бельгії та золотий диск у Франції)
- 2009 рік : Nougaro, ou l'esperance en l'homme (продано 130 000 копій — платиновий диск у Франції)
- 2014 рік : Ouvre
- 2018 рік : Brel

### Пісні
- 1986 рік: «Danser»
- 1988 рік: «Les uns contre les autres — Toutes les mamas»
- 1989 рік: «Tout pour un seul homme — Pas gaie la pagaille»
- 1990 рік: «Où es-tu?»
- 1991 рік: «Du mal — Mentir»
- 1992 рік: «Sur un prélude de Bach» — «Ami ou ennemi» — «Qui es-tu Marie-Jeanne?»
- 1993 рік: «Ça casse — Décidément»
- 1994 рік: " Бум! " (концерт)[44]
- 1996 рік: «Différente quand je chante» — «Le paradis c'est l'enfer» — «Juste une petite fille»
- 1997 рік: «Tout va bien dans ce monde»
- 1998 рік: «L'un pour l'autre» — «Les yeux fermés»
- 1999 рік: «Désillusionniste» — «Chanson de l'autruche» (Емілі Джолі) — «La chanson des vieux amants» (концерт)
- 2000 рік: «Pour les âmes, pour les hommes» — «Qui à part nous?» — «Il neige des e-mails»
- 2001 рік: «Toi du monde»
- 2002 рік: «Tu es mon autre» (з Ларою Фабіан, номінована на Victoires de la Musique)
- 2003 рік: «Tout faux» — «Quand les sangs»
- 2004 рік: «Des millions de fois»
- 2014 рік: «Троп форте»
- 2015 рік: «Sous ces yeux-là»

## Фільмографія
- 1987: «Карнавал» Ронні Кутюра (телесеріал): Марина
- 1998: «Le comptoir» Софі Татішефф: Жоель
- 2005: «Пале Рояль!», Валері Лемерсьє: камео
- 2010: Чистий аркуш Жака Беккера: Франсіна (господарка бару)
- 2014: «Одужуй скоріше», Жан Беккер: Франсуаза
- 2018: «Le Collier rouge» Жана Беккера: бос

## Публікації
- Maurane; Coljon, Thierry (2007). La vie en rouge : Autobiographie sereine. Brussels: Editions Luc Pire. ISBN 978-2-35425-010-2. OCLC 152505419.
- Maurane; Andrieu-Millagou, Caroline (2015). Trop forte!. Neuilly-sur-Seine: Michel Lafon. ISBN 978-2-7499-2472-4. OCLC 904493473.